# 東郷村 (愛知県南設楽郡)
東郷村（とうごうむら）は、愛知県南設楽郡にかつて存在した村。
平成の大合併以前の新城市北東部に該当する。

## 歴史
- 江戸時代、この地域は三河国設楽郡であり、旗本領、寺社領などであった。
- 1906年（明治39年）5月1日 - 平井村、信楽村、石座村が合併し、東郷村となる。
- 1955年（昭和30年）4月15日 - 南設楽郡新城町、千郷村、東郷村と八名郡舟着村、八名村と合併し、改めて新城町となる。

## 道路・橋梁
- 鳳来寺道

## 交通機関
- 国鉄飯田線
  - 東新町駅・茶臼山駅・三河東郷駅・大海駅・鳥居駅

## 行政地名
旧東郷村の大字（平井・上平井・矢部・富沢・富永・大宮・牛倉・須長・浅谷・出沢・大海・有海・八束穂・竹広・川路）は全て新城町（のち新城市）の大字となった。
なお、現・新城市の東郷地域自治区は旧東郷村域に加え、旧長篠村の大字横川と旧鳳来寺村の字七久保（旧新城町域編入後に出沢の小字となる）を含んでいる。

## 神社・寺院
- 石座神社
- 増瑞寺
- 長昌院
- 勅養寺